# 厳美村 (岩手県)
厳美村（げんびむら）は、1954年（昭和29年）まで岩手県西磐井郡にあった村。現在の一関市厳美町にあたる。

## 地理
- 山岳：栗駒山、剣岳、烏帽子山など
- 河川：磐井川など

## 沿革
- 1889年（明治22年）4月1日 - 町村制施行にともない、五串（いつくし）村と猪岡村が合併して厳美村が発足。
- 1955年（昭和30年）1月1日 - 萩荘村・弥栄村および東磐井郡舞川村と共に一関市と合併し、新制の一関市となる。

## 行政

### 歴代村長
| 代 | 氏名         | 就任日                     | 退任日                     | 備考 |
| -- | ------------ | -------------------------- | -------------------------- | ---- |
| 1  | 岡崎心清     | 明治22年（1889年）4月7日   | 明治34年（1901年）6月30日  |      |
| 2  | 槻山喜子吉   | 明治34年（1901年）7月5日   | 昭和4年（1929年）7月4日    |      |
| 3  | 阿部庄市     | 昭和4年（1929年）7月5日    | 昭和6年（1931年）8月8日    |      |
| 4  | 佐藤伊八     | 昭和6年（1931年）9月10日   | 昭和10年（1935年）3月4日   |      |
| 5  | 槻山幸右衛門 | 昭和10年（1935年）12月13日 | 昭和21年（1946年）2月7日   |      |
| 6  | 佐藤要雄     | 昭和21年（1946年）2月10日  | 昭和29年（1954年）12月31日 |      |

## 名所旧跡
- 厳美渓 - 村名の由来